# スーパーのカゴの中身が気になる私
『スーパーのカゴの中身が気になる私』（スーパーのカゴのなかみがきになるわたし）は、2023年7月22日から9月30日まで、中京テレビで全10回放送されたテレビドラマ。放送枠は毎週土曜 深夜0:55～1:25。
『孤独のグルメ』制作チームによる中京テレビ初の連続ドラマ。主演は戸塚純貴。
スーパーマーケットを舞台としたコメディ。
俳優の夢を捨てきれない元人気子役の主人公が、スーパーマーケットでのアルバイトを通じ、客の「生き様」への妄想を展開する。
主人公の妄想はJbstyle.によるイラストを用いたアメコミ風のアニメーションで描かれる。主題歌はSaucy Dogの『夢みるスーパーマン』。

## あらすじ
元人気子役の十文字雄三は、俳優の夢を捨てきれないまま「スーパーガネシヤ」のアルバイトに甘んじている。俳優活動がうまくいかない原因は、人間に興味がないせいで、芝居が独りよがりなことだった。
ある日、レジ係チーフ半田君枝の一言「スーパーのカゴの中には人生がある」をきっかけとして、日々のアルバイトの中に俳優業の成長の糸口を見出した十文字雄三。一念発起して、来店客のスーパーのカゴの中身からその人生を妄想するようになる。
各回、それぞれに事情を抱えた来店客の「カゴの中身＝生き様」を妄想。十文字雄三の推理はことごとく外れるが、俳優としてはわずかながらに成長していく。

そんな折、10年前に別れた元恋人・設楽由里子がスーパーガネシヤに来店。再会を果たすが、設楽由里子はある事情を抱えていた。

## キャスト

### 主要人物
十文字 雄三
演 - 戸塚純貴
スーパーガネシヤのアルバイト店員。青果担当。本名。
子役時代「アフロカレー」のCMに出演し、「アフロ君」として人気を博した。
その後の活動は今一つだが、マーベル映画のヒーローの夢を諦めていない。
岡崎 めぐみ
演 - 清水麻璃亜
スーパーガネシヤのアルバイト店員。レジ係。
仕事ぶりは真面目で、気力のない十文字雄三に厳しい。
十文字雄三からは口の悪いギャルと評されている。
西尾 金範
演 - 永野宗典
スーパーガネシヤの店長。
日々トラブルに翻弄されている。セクハラ発言が多い。
牛久保 太一
演 - ドロンズ石本
スーパーガネシヤの精肉部門チーフ。
職人気質で、愛称は「牛さん」。
蟹江 直樹
演 - 渋江譲二
スーパーガネシヤの鮮魚部門チーフ。
明るく、女好き。
半田 君枝
演 - 石田ひかり
スーパーガネシヤのレジ係チーフ。お金持ち。
人間観察が趣味で話好き。客の事情に詳しい。
守山 哲也
演 - 大水洋介
十文字雄三が、現在唯一つながっているテレビ局プロデューサー。
名優の名言を引用して十文字雄三を諭すが、いつも最後まで聞いてもらえない。
設楽 由里子
演 - 新谷あやか
十文字雄三の元恋人。10年前に別れて以来、音信不通だったが、ある日スーパーガネシヤに姿を見せる。
豊田 豊
演 - 日向丈
大物俳優。
御子柴 葵
演 - 森田想
万引きを疑われる女子高生。市長の娘。

### ゲスト出演者
松坂 詩織　（第1話「週刊誌に撮られたアナウンサー」）
演 - 貴島明日香
週刊誌にスクープされ、番組を卒業した人気アナウンサー。
赤城 昇　（第2話「泣く子も黙るヤクザの親分」）
演 - 竹中直人
大量の魚を求めて現れたコワモテの客。
風見 秀　（第3話「誰にも媚びない料理評論家」）
演 - 岡田義徳
”媚びない”ことがウリの辛口料理評論家。強い影響力を持つ。
風見 飛鳥　（第4話「誰にも媚びない料理評論家」）
演 - 浅田芭路
風見秀の娘。
丸尾 静子　（第4話「天国までもう少しの未亡人」）
演 - 梅沢昌代
夫に先立たれたお金持ちのおばあさん。
牧野 貴斗　（第5話「悩みの尽きない高校生」）
演 - 中島颯太 （FANTASTICS）
スーパーガネシヤに毎日通い詰める受験生。愛称はたかちゃん。
桃井 日和　（第5話「悩みの尽きない高校生」）
演 - 池田朱那
貴斗の幼馴染。
雪子　（第6話「身の毛もよだつワンピースの女」）
演 - 佐藤乃莉
白いワンピースを着た謎の女性。
黒岩 凪　（第7話「誰も知らないご当地アイドル」）
演 - 松村沙友理
スーパーガネシヤの新人アルバイト。ミスを連発する。
轟木 勝典　（第8話「この顔にピンと来たら誘拐犯」）
演 - 菅原卓磨
子連れで現れたぶっきらぼうな来店客。子供に重い物ばかりを持たせる。
清田 正美　（第9話「正しすぎるクレーマー」）
演 - 青木さやか
来店するなり間違いを指摘し続けるクレーマー。大量の酒を買い込む。
大門 邦衛　（第10話「花束を持った死神」）
演 - 吉村界人
お客様感謝セールの日にパジャマ姿で来店した客。

## 放送局の追加
中京テレビでの放送終了後、放送局が追加された。
- 福岡放送 2023年10月2日（月）スタート
- 熊本県民テレビ　2023年10月4日（水）スタート
- テレビ金沢　2023年10月8日（日）スタート
- 長崎国際テレビ　2023年10月30日（月）スタート
- 千葉テレビ　2023年12月25日（月）スタート
- 福井放送 2023年12月29日（金）・30日（土）一挙放送

## スタッフ
- 監督 - 佐々木豪（共同テレビ）、中山大暉
- 脚本 - 和田清人、灯敦生
- プロデューサー - 吉見健士（共同テレビ）、歌谷康祐（共同テレビ）
- チーフプロデューサー - 池田京平（中京テレビ）
- 音楽 - 栗原悠希、妹尾祐之介
- 音楽プロデュース - 牛尾憲輔
- 主題歌 - Saucy Dog「夢みるスーパーマン」（A-Sketch）[4]
- 劇中イラスト - jbstyle.